# Avenzio
Avenzio (latino: Aventius; fl. 383-384) è stato un politico romano, praefectus urbi di Roma tra la fine della prefettura di Anicio Auchenio Basso (383) e l'inizio di quella di Quinto Aurelio Simmaco (384), dal quale è citato in diverse lettere.